# Fabien Camus
Pour les articles homonymes, voir Camus.
Fabien Camus, né le 28 février 1985 à Arles, est un ancien footballeur international tunisien qui est également de nationalité française. Il jouait au poste de milieu offensif entre 2004 et 2019.

## Biographie
L'Arlésien rejoint le Montpellier HSC à l'âge de quinze ans. Deux ans plus tard, il est recruté par l'Olympique de Marseille où il évolue durant trois saisons parmi les moins de 19 ans et en équipe réserve en CFA. Il fait également deux apparitions avec l'équipe première en Ligue 1.
En fin de contrat, en 2005, il rejoint le Royal Charleroi Sporting Club pour bénéficier de plus de temps de jeu. Après une saison 2005-2006 correcte, il réalise une bonne saison 2006-2007 au point d'attirer l'attention des dirigeants de l'AS Monaco et du RC Lens ; le FC Steaua Bucarest propose cinq millions d'euros pour le transférer mais il refuse d'y aller. Le 22 juin 2009, il s'engage avec le KRC Genk. Avec le club belge, Fabien Camus devient champion de Belgique en 2011 et dispute pour la première fois de sa carrière la Ligue des champions, lors de la saison 2011-2012. Le 30 août 2012, il signe un contrat de prêt avec l'ES Troyes AC, enregistrant sa première titularisation le 15 août face au LOSC Lille au stade de l'Aube.
Le 22 juin 2014, il signe un contrat de prêt, avec option d'achat, avec l'Évian Thonon Gaillard FC pour la saison 2014-2015. Après une saison décevante — seulement huit titularisations en Ligue 1 — et n'entrant plus dans les plans de Pascal Dupraz à partir de février 2015, il fait son retour à l'ESTAC, libéré par Genk, où il paraphe un contrat de deux ans.
À la fin de la saison 2017-2018, son club du KV Malines est rétrogradé et libère le joueur, et apprend alors le métier d'agent de joueur auprès de Mogi Bayat.
Le 24 octobre 2018, il est arrêté dans le cadre d'un scandale touchant le football belge et dont l'un des acteurs majeurs est son mentor. Il est libéré sous caution le 7 novembre par le juge d'instruction à la suite de l'audition du footballeur Anthony Limbombe qui aurait blanchi totalement Fabien Camus.
Le 20 décembre 2018, il rejoint l'US Montélimar jusqu'en juillet 2019, avant de mettre fin à sa carrière de joueur à l'âge de 34 ans.
Il compte trois sélections avec l'équipe de Tunisie de football.

## Palmarès
- KRC Genk
  - Champion de Belgique en 2011
  - Vainqueur de la Supercoupe de Belgique en 2011